# 翠雀花素
翠雀花素（英文：delphinidin) ，也叫飞燕草素、花翠素，是最常见的花青素之一，既是一种植物色素也是一种抗氧化剂。 翠雀花素在翠雀属和堇菜属植物中的存在导致显现蓝色。它还给了赤霞珠葡萄的蓝红色，并且存在于越橘属浆果、康科德葡萄和石榴中。像几乎所有其他花色素一样，翠雀花素是pH值敏感的，并且在酸性溶液中变为红色，在碱性溶液中变为蓝色。
翠雀花素是一种很好的酸碱指示剂，遇碱变蓝，遇酸变红。

## 糖苷衍生物
由翠雀花素衍生的花色素苷包括蓝翠雀花苷（cyanodelphin）、紫翠雀花苷（violdelphin）、郁金香花苷（tulipanin）、黑果越橘苷（myrtillin）、茄色苷（nasunin）等。
蓝翠雀花苷、紫翠雀花苷和郁金香花苷分别负责翠雀花的蓝色、紫色和粉紫色。